# Miss World 2010
Miss World 2010 – 60. wybory Miss World. Gala finałowa odbyła się 30 października 2010 w Crown of Beauty Theatre w Sanya, Chiny w Chinach. Początkowo konkurs miał odbyć się w Wietnamie, jednak kraj wycofał się z kontraktu o organizacji konkursu z powodu problemu ze sponsoringiem. O koronę i tytuł Miss World walczyło 115 kobiet z całego świata. Zwyciężyła Alexandria Mills ze Stanów Zjednoczonych. Polskę reprezentowała Agata Szewioła.

## Rezultaty
| Tytuł           | Laureatka |
| --------------- | --- |
| Miss World 2010 | Stany Zjednoczone – Alexandria Mills |
| I Wicemiss      | Botswana – Emma Wareus |
| II Wicemiss     | Wenezuela – Adriana Vasini |
| III Wicemiss    | Irlandia – Emma Britt Waldron |
| IV Wicemiss     | Chiny – Tang Xiao |
| V Wicemiss      | Norwegia – Mariann Birkedal |
| VI Wicemiss     | Włochy – Giada Pezzaioli |
| Top 25          | Bahamy – Braneka Bassett · Francja – Virginie Dechenaud · Holandia – Desirée van den Berg · Irlandia Północna – Lori Moorev · Kanada – Denise Garrido · Kenia – Natasha Metto · Kolumbia – Laura Palacio · Mongolia – Sarnai Amar · Namibia – Odile Gertze · Niemcy – Susanna Kobylinski · Paragwaj – Egni Eckert · Polinezja Francuska – Mihilani Teixeira · Portoryko – Yara Lasanta · Południowa Afryka – Nicole Flint · Rosja – Irina Sharipova · Saint Lucia – Aiasha Gustave · Szkocja – Nicola Mimnagh · Tajlandia – Yuwaret Sirirat Rueangsri |

### Kontynentalne Królowe Piękności
| Tytuł               | Laureatka                            |
| ------------------- | ------------------------------------ |
| Miss Afryki         | Botswana – Emma Wareus               |
| Miss Ameryki        | Stany Zjednoczone – Alexandria Mills |
| Miss Azji i Oceanii | Chiny – Tang Xiao                    |
| Miss Europy         | Irlandia – Emma Britt Waldron        |
| Miss Karaibów       | Saint Lucia – Aiasha Gustave         |

## Uczestniczki
Na dzień 20 sierpnia 2010 r., 75 państw i terytoriów potwierdziło swój udział w konkursie.
| Państwo                              | Uczestniczka                  | Wiek | Wzrost (cm) | Wzrost (ft) | Miasto rodzinne          |
| Angola                               | Ivanita Johnson               | 20   | 178         | 5'10"       | Zaire                    |
| Aruba                                | Kimberly Kuiperi              | 21   | 172         | 5'7"        | Tanki Leendert           |
| Australia                            | Ashleigh Francis              |      | 169         | 5'6"        | Sydney                   |
| Austria                              | Valentina Schlager            | 18   | 174         | 5'8"        | Klagenfurt am Wörthersee |
| Bahamy                               | Braneka Bassett               | 20   | 176         | 5'9.5"      | Freeport                 |
| Barbados                             | Danielle Bishop               | 20   | 175         | 5'9"        | Bridgetown               |
| Belgia                               | Cilou Annys                   | 19   | 178         | 5'10"       | Bruges                   |
| Białoruś                             | Lyudmila Yakimovich           | 22   | 172         | 5'7"        | Hrodna                   |
| Botswana                             | Emma Wareus                   | 19   | 172         | 5'7"        | Gaborone                 |
| Brazylia                             | Kamilla Salgado               | 23   | 172         | 5'7"        | Belém                    |
| Bułgaria                             | Romina Andonova               | 21   | 176         | 5'9.5"      | Sofia                    |
| Chorwacja                            | Katarina Banić                | 20   | 180         | 5'11"       | Trilj                    |
| Curaçao                              | Angenie Simon                 | 24   | 173         | 5'8"        | Willemstad               |
| Czechy                               | Veronika Machová              | 19   | 178         | 5'10"       | Rokycany                 |
| Egipt                                | Sara Al-Khouly                | 21   | 175         | 5'9"        | Kair                     |
| Ekwador                              | Ana Galarza                   | 20   | 173         | 5'8"        | Ambato                   |
| Etiopia                              | Melkam Yoseph                 |      |             |             | Addis Abeba              |
| Filipiny                             | Czarina Gatbonton             | 19   | 170         | 5'7"        | Malolos                  |
| Francja                              | Virginie Dechenaud            | 23   | 174         | 5'8"        | La Frette                |
| Ghana                                | Mimi Areme                    | 20   | 173         | 5'8"        | Volta                    |
| Gibraltar                            | Larissa Dalli                 | 22   |             |             | Gibraltar                |
| Grecja                               | Manto Gasteratou              | 22   | 176         | 5'9.5"      | Ateny                    |
| Gruzja                               | Dea Arakishvili               | 20   | 180         | 5'11"       |                          |
| Gwadelupa                            | Ericka Aly                    | 20   | 176         |             | Petit Bourg              |
| Gwatemala                            | Ana Lucía Mazariegos          | 19   | 177         | 5'10"       | Antigua Guatemala        |
| Holandia                             | Desirée van den Berg          | 23   | 176         | 5'9.5"      | Santpoort                |
| Honduras                             | Marilyn Medina                | 18   | 177         | 5'10"       | Los Angeles              |
| Hongkong                             | Toby Chan                     | 22   | 170         | 5'7"        | Hongkong                 |
| Indie                                | Manasvi Mamgai                | 22   | 175         | 5'9"        | New Delhi                |
| Indonezja                            | Asyifa Latief                 | 21   | 170         | 5'7"        | Bandung                  |
| Irlandia Północna                    | Lori Moore                    | 19   | 170         | 5'7"        | Belfast                  |
| Islandia                             | Fanney Ingvarsdóttir          | 19   | 175         | 5'9"        | Garðabær                 |
| Izrael                               | Shavit Wiesel                 | 20   | 180         | 5'11"       | Be'eri                   |
| Japonia                              | Hiroko Matsunaga              | 18   | 171         | 5'7"        | Fukuoka                  |
| Kamerun                              | Marie Barbara Matagnigni      | 19   | 178         | 5'10"       | Jaunde                   |
| Kanada                               | Denise Garrido                | 23   | 176         | 5'9.5"      | Bradford                 |
| Korea                                | Jung So-ra                    | 19   | 171         | 5'7"        | Seul                     |
| Kostaryka                            | Dayana Aguilera               | 19   | 175         | 5'9"        | Palmares                 |
| Liban                                | Rahaf Abdallah                | 22   | 174         | 5'8"        | Al Khiyaam               |
| Luksemburg                           | Shari Thuyns                  | 19   | 170         | 5'7"        | Mamer                    |
| Łotwa                                | Ludmila Voroncova             | 19   | 175         | 5'9"        | Ryga                     |
| Macedonia Północna                   | Stefani Borsova               | 20   | 178         | 5'10"       |                          |
| Malta                                | Francesca Gaspar              |      |             |             |                          |
| Martynika                            | Tully Fremcourt               | 19   | 172         | 5'7"        | La Trinité               |
| Mauritius                            | Dalysha Doorga                | 22   | 173         | 5'8"        | Goodlands                |
| Meksyk                               | Anabel Solís                  | 22   | 180         | 5'11"       | Mérida                   |
| Namibia                              | Odile Madeline Gertze         | 22   | 175         | 5'6"        | Windhoek                 |
| Nigeria                              | Fiona Amuzie Afora            | 22   | 182         | 6'0"        | Niger                    |
| Norwegia                             | Mariann Birkedal              | 23   | 173         | 5'8"        | Stavanger                |
| Nowa Zelandia                        | Cody Yerkovich                | 18   | 182         | 6'0"        | Kaitaia                  |
| Paragwaj                             | Egni Eckert                   | 22   | 183         | 6'0"        | Luque                    |
| Peru                                 | Alexandra Liao                | 19   | 178         | 5'10"       | Lima                     |
| Portoryko                            | Yara Lasanta                  | 24   | 173         | 5'8"        | Barranquitas             |
| Południowa Afryka                    | Nicole Flint                  | 22   | 172         | 5'7"        | Pretoria                 |
| Rosja                                | Irina Antonenko               | 18   | 178         | 5'10"       | Jekaterynburg            |
| Saint Kitts i Nevis                  | Fatisha Imo                   | 22   | 168         | 5'6"        | Basseterre               |
| Saint Lucia                          | Aiasha Gustave                | 17   |             |             | Gros Islet               |
| Salwador                             | Gabriela Molina               | 21   | 170         | 5'7"        | San Salvador             |
| Serbia                               | Milica Jelić                  | 24   | 184         | 6'1"        | Belgrad                  |
| Sierra Leone                         | Neyorny Willams               | 19   | 188         | 6'3"        |                          |
| Słowacja                             | Marína Georgievová            | 18   | 173         | 5'8"        | Banská Bystrica          |
| Szkocja                              | Nicola Mimnagh                | 21   | 180         | 5'11"       | Kilbarchan               |
| Trynidad i Tobago                    | Davia Chambers                | 18   | 175         | 5'9"        | Couva                    |
| Turcja                               | Gizem Memiç                   | 19   | 178         | 5'10"       | Gaziantep                |
| Urugwaj                              | Eliana Olivera                | 22   | 175         | 5'9"        | Montevideo               |
| Walia                                | Courtenay Hamilton            | 20   |             |             | Llantwit Major           |
| Wenezuela                            | Adriana Vasini                | 22   | 178         | 5'10"       | Maracaibo                |
| Węgry                                | Ágnes Dobó                    | 22   | 170         | 5'7"        | Debrecen                 |
| Wietnam                              | Đặng Thị Ngọc Hân             | 21   | 173         | 5'8"        | Hanoi                    |
| Włochy                               | Giada Pezzaioli               | 17   | 181         | 5'11"       | Montichiari              |
| Wybrzeże Kości Słoniowej             | Inès Da Silva                 | 21   | 180         | 5'11"       | N'zi-Comoé               |
| Wyspy Dziewicze Stanów Zjednoczonych | Carolyn Whitney Carter-Heller | 19   |             |             | Christiansted            |
| Zambia                               | Zindaba Hanzala               | 20   | 178         | 5'10"       | Lusaka                   |
| Zimbabwe                             | Samantha Tshuma               | 21   | 188         | 6'3"        | Bulawayo                 |

## Notatki dot. państw uczestniczących

### Debiuty
- Kamerun

### Powracające państwa i terytoria
Ostatnio uczestniczące w 1988:
- Saint Kitts i Nevis

Ostatnio uczestniczące w 1996:
- Bonaire

Ostatnio uczestniczące w 1997:
- Makau

Ostatnio uczestniczące w 2005:
- Wyspy Dziewicze Stanów Zjednoczonych

Ostatnio uczestniczące w 2006:
- Kambodża

Ostatnio uczestniczące w 2008:
- Chile
- Chińskie Tajpej
- Demokratyczna Republika Konga
- Kajmany
- Saint Lucia
- Seszele